# 267
Năm 267 là một năm trong lịch Julius. 